# Zygmunt II August
Zygmunt II Augustus (tiếng Ba Lan: Zygmunt II August, tiếng Litva: Žygimantas II Augustas; 1 tháng 8 1520 - 7 tháng 7 năm 1572) là một vị Vua Ba Lan và Đại vương công Lietuva. Ông là người con trai kế vị độc nhất của tiên vương Zygmunt I. Ông kế vị vua cha vào năm 1548, ông có kết hôn 3 lần nhưng đều không có con. Sau khi ông băng hà, nhà nước Ba Lan-Lietuva bước vào chế độ quân chủ bầu cử.

## Tuổi trẻ
Zygmunt II sinh ngày 1 tháng 8 năm 1520, là con trai còn sống duy nhất của vua Zygmunt I của Ba Lan với vợ là Bona Sforza, nữ công tước xứ Milan và Bari. Từ năm 1529, ông đến cai trị Vilnius với tư cách là Đại vương công xứ Lietuva. Tháng 2 năm 1530, Tổng giám mục Gniezno và Tể tướng của Ba Lan Jan Laski đưa Zygmunt làm Thái tử kế vị.
Năm 1543, ông kết hôn với Elisabeth xứ Áo, con gái của Hoàng đế Ferdinand I của Habsburg. Cặp vợ chồng trẻ sống ở Vilnius, nhưng không có con do người vợ bị bệnh động kinh. Sau khi người vợ đầu tiên của ông qua đời năm 1545, Zygmunt bí mật kết hôn với Barbara Radziwill, em gái của Nicholas Radziwill Đỏ. Hai người quen nhau trong bí mật rất lâu. Cuộc hôn nhân với Radziwill của Zygmunt ngay lập tức bị nhà vua phản đối, giới quý tộc cho rằng ông làm xói mòn phẩm giá của triều đình và nhà nước

## Lên ngôi Quốc vương

### Hôn nhân
Sau khi Zygmunt I của Ba Lan băng hà năm 1548, Thái tử Zygmunt lên ngôi quốc vương kế vị. Vừa lên ngôi ít lâu, quốc vương đã mâu thuẫn với giới quý tộc khi đã bí mật kết hôn với nữ quý tộc người Lietuva theo Tin lành, Barbara Radziwiłł, con gái của Hetman Jerzy Radziwiłł. Mâu thuẫn giữa vua và quý tộc lên tới đỉnh điểm tại cuộc họp Sejm đầu tiên của Zygmunt (31 tháng 10 năm 1548), các quý tộc dọa sẽ từ bỏ lòng trung thành với nhà vua nhưng cuối cùng bị Zygmunt bác bỏ.
Đến cuộc họp Sejm thứ hai (1550), các quý tộc lại tiếp tục mâu thuẫn với nhà vua và đe dọa quyền lực của Zygmunt. Nhưng họ đã bị Piotr Kmita, Nguyên soái của sejm khiển trách, cáo buộc giới quý tộc cố gắng giảm bớt các đặc quyền lập pháp của quốc vương.
Tháng 12 năm 1550, cái chết bất ngờ của Vương hậu Barbara Radziwiłł khiến nhà vua đau khổ một thời gian dài. Ít lâu sau, Zygmunt cưới nữ công tước người Áo Catherine, cũng là em gái của người vợ đầu tiên của ông, Elisabeth - người đã qua đời sau 1 năm hôn nhân. Ở cuộc hôn nhân thứ ba này, nhà vua cũng không có con. Ông đã tìm cách khắc phục điều này bằng ngoại tình với hai trong số những người đẹp nhất ở Ba Lan-Lietuva, Barbara Giżanka và Anna Zajączkowska, nhưng cũng không có con luôn. Nghị viện tìm cách cứu vãn vương triều bằng cách thừa nhận ngay Thái tử sau khi hoàng hậu có thai, nhưng đến năm 1548 Zygmunt băng hà mà vẫn không có con trai thừa kế.
Cuộc hôn nhân của nhà vua là một vấn đề chính trị giữa người Tin Lành và Công giáo, khi người Tin lành cho phép tự do hôn nhân trong khi người Công giáo lại coi đây là sự vi phạm hôn nhân trắng trợn. Zygmunt không bao giờ tái hôn sau khi hoàng hậu Catherine qua đời vào tháng 2 năm 1572 và được chôn cất bên cạnh vợ sau khi nhà vua băng hà

### Cai trị

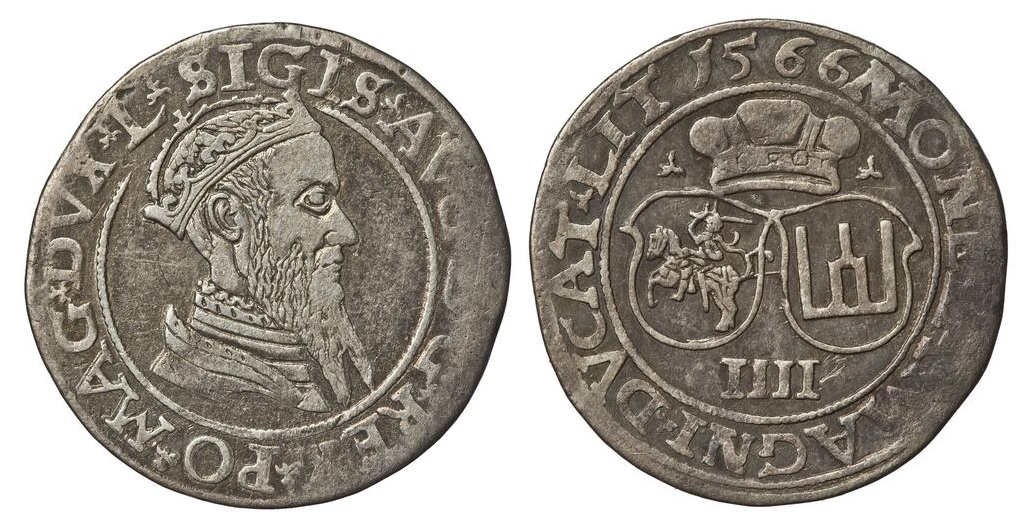
Đồng 4 Groschen của xứ Lietuva có khắc hình chân dung của Zygmunt II ở một mặt; mặt còn lại là các biểu tượng gồm Cột trụ Gediminas và Vytis (Waikymas). Tiền được khắc tại Vilnius năm 1566.

Năm 1557, Zygmunt II tiến hành chiến dịch Pozwola với Nước Nga Sa hoàng. Sau một loạt các thắng lợi, ông buộc Sa hoàng Ivan IV của Nga ký kết Hiệp ước Letnia có lợi cho Ba Lan-Lietuva. Năm 1561, Zygmunt II đánh chiếm Livonia từ tay của đoàn Hiệp sĩ Teutons và lập Công quốc Courland và Semigalia, với Gotthard Kettler là công tước đầu tiên. Vào thời điểm này, Zygmunt tiến hành chiến tranh phương Bắc để thống trị biển Baltic (1563-1570). Ít lâu sau, do muốn củng cố lãnh thổ Livonia đã chiếm được nên nhà vua kêu gọi sự đóng góp của quý tộc để thành lập một đội quân thiện chiến. Kho bạc nhà nước bắt đầu tăng vọt ngân sách do hoạt động ngày càng mạnh mẽ của thương nhân ở nước ngoài.
Vào tháng 10 năm 1562, ông cho một người em họ là Catherine Vasa làm vương hậu của vua Erik XIV của Thụy Điển.
Trong cuộc xung đột với thành phố tự trị Gdańsk, ông đã bổ nhiệm Ủy ban Hàng hải. Ông buộc thị trưởng Gdansk là Johann Brandes (1548–1577) phải bồi thường thiệt hại và chuyển giao thuế hải quan cho triều đình. Năm 1570, việc xây dựng con tàu hoàng gia đầu tiên "Dragon" bắt đầu.
Trong vấn đề tôn giáo, Zygmunt II ưu ái đạo Tin lành. Năm 1555, các tín đồ Tin Lành, người có lợi thế trong phòng đại biểu, đưa ra tại Seym ở Piotrków vấn đề thành lập nhà thờ quốc gia Ba Lan theo Tin lành, độc lập với Giáo hoàng. Lúc đầu, nhà vua ra sức ủng hộ dự án thành lập nhà thờ quốc gia Ba Lan của tín đồ Tin lành; nhưng đến năm 1564 ông bất ngờ bác bỏ dự án này vì sợ có mâu thuẫn tôn giáo lớn. Quốc vương và Seym chấp nhận hết mọi điều kiện của Công giáo của Công đồng Trento ở Seym ở Parczew ngày 7 tháng 8 năm 1564
Vào năm 1568, Zygmunt II August đã vay 100.000 thalers từ Công quốc Pomerania, mà người thừa kế của ông có nghĩa vụ duy trì mà không cần phải trả nợ.

### Thịnh vượng chung Ba Lan-Lietuva và Chiến tranh phương Bắc
Mặc dù bị thất bại trong ý định thuyết phục các quý tộc chấp nhận việc tăng ngân sách cho chính quyền, nhưng Zygmunt đạt thắng lợi lớn trong việc hợp nhất nhà nước thống nhất. Zygmunt II cùng các lãnh đạo của các vùng Silesia, Mazovia và Công quốc Phổ họp nhau tại Lublin để rồi ký kết với nhau Hiệp ước Liên minh Lublin (1/7/1569), thành lập Thịnh vượng chung Ba Lan-Lietuva. Trong liên minh này, nhà vua tuyên bố sẽ tôn trọng tài sản riêng của từng quốc gia tham gia, gồm ngân sách, quân đội, cung điện và nhiều thứ khác. Podlasie, Wołyń và Kijowszczyzna trực thuộc khối nhà nước mới này. Liên minh tăng tốc phát triển kinh tế, xã hội và văn hóa của Đại công quốc Lietuva, dẫn tới việc văn hóa Ba Lan phát triển mạnh và bành trướng ra sát biên giới với nước Nga Sa hoàng.
Trong tháng 7 năm 1570, Zygmunt triệu tập Hội nghị và ký Hiệp ước hòa bình Szczecin (13/12/1570), kết thúc cuộc chiến tranh phương bắc. Hiệp ước xác nhận các lãnh thổ đã chiếm được của các nước tham chiến, riêng vua Zygmunt II giữ lại Công quốc Kurzeme và Semigallia, và một phần lớn của Livonia
Trong thời gian trị vì của Zygmunt II, văn học và nghệ thuật thời Phục hưng phát triển. Tên của ông được đặt cho thành phố là Augustow.

## Qua đời và tang lễ
Zygmunt II Augustus chết ở Knyszyn 1572, quốc vương Ba Lan cuối cùng của dòng nam của triều Jagiellonian. Vị vua Ba Lan kế tiếp, được bầu bởi quốc hội bầu cử, là Henryk Walezy (trị vì 1573-1574).
Lễ tang của Zygmunt II Augustus diễn ra với một nghi thức đặc biệt. Sau nghi thức trong nhà nguyện của lâu đài ở Tykocin, thi hài của nhà vua được chuyển đến Krakow với 24 người đưa quan tài. Đi sau quan tài nhà vua là 100 người dân cầm nến thắp sáng, tiếp theo là các linh mục và hoàng tộc, đằng sau nữa là các kỵ sĩ. Đám tang đến con thuyền và được những người mặc áo đen dẫn lối. Đến con đường phía trước, đám tang lại tiếp tục di chuyển với quan tài và ngưạ phủ đầy vải đen. Tại những ngôi làng nơi đám tang nhà vua ngang qua, người đứng trước cổng làng sẽ chào và bắn các phát súng tiễn biệt quốc vương quá cố. Đến thủ đô Warsaw, đám tang nhà vua được chào tiễn biệt lẫn nữa với hai trăm người nghèo và sáu mươi cận thần với nến trong tay và đại diện của tất cả các phường thủ công. 10 marcas vàng và nhung được mang theo. Tại cung điện lớn trong thủ đô, giám mục và tu viện trưởng đọc tiểu sử và phát biểu 4 bài viết về công trạng của nhà vua quá cố, sau đó phân phát tiền cho người nghèo. Tại Krakow, các thành viên của các hoàng gia, giám mục, tu viện với ba mươi marrias được bao phủ bằng vàng, đang chờ đợi để tẩm liệm thi hài. Cũng có những chiếc áo giáp được bọc bằng vải đen - đây là những vùng lệ thuộc Khối thịnh vượng chung mà đã cử đại diện tham dự lễ tang. Ngoài ra còn có 30 con ngựa được bao phủ bởi lụa, żacy, sáu trăm capers và giáo sĩ. Ngựa phủ vải đen tiến lên phía trước, theo sau là các hiệp sĩ giắt kiếm hướng mũi kiếm xuống mặt đất. Đằng sau các hiệp sĩ là một cậu bé mặc áo giáp, với một chiếc khiên, một cờ hiệu cũng hạ xuống mặt đất; có thêm bản sao trình bày các biểu tượng của Eagle và Pogoń của hai quốc gia thuộc Khối Thịnh vượng chung Ba Lan-Litva. Một hiệp sĩ trong trang phục hoàng gia theo sau họ, theo sau là các chức sắc mang dấu hiệu hoàng gia và sáu mươi cận thần cầm nến. Việc cai trị đất nước được giao tạm thời cho em gái là Anna Jagiellonka cai quản với sự nhiếp chính của các ủy viên hội đồng thành phố Krakow.

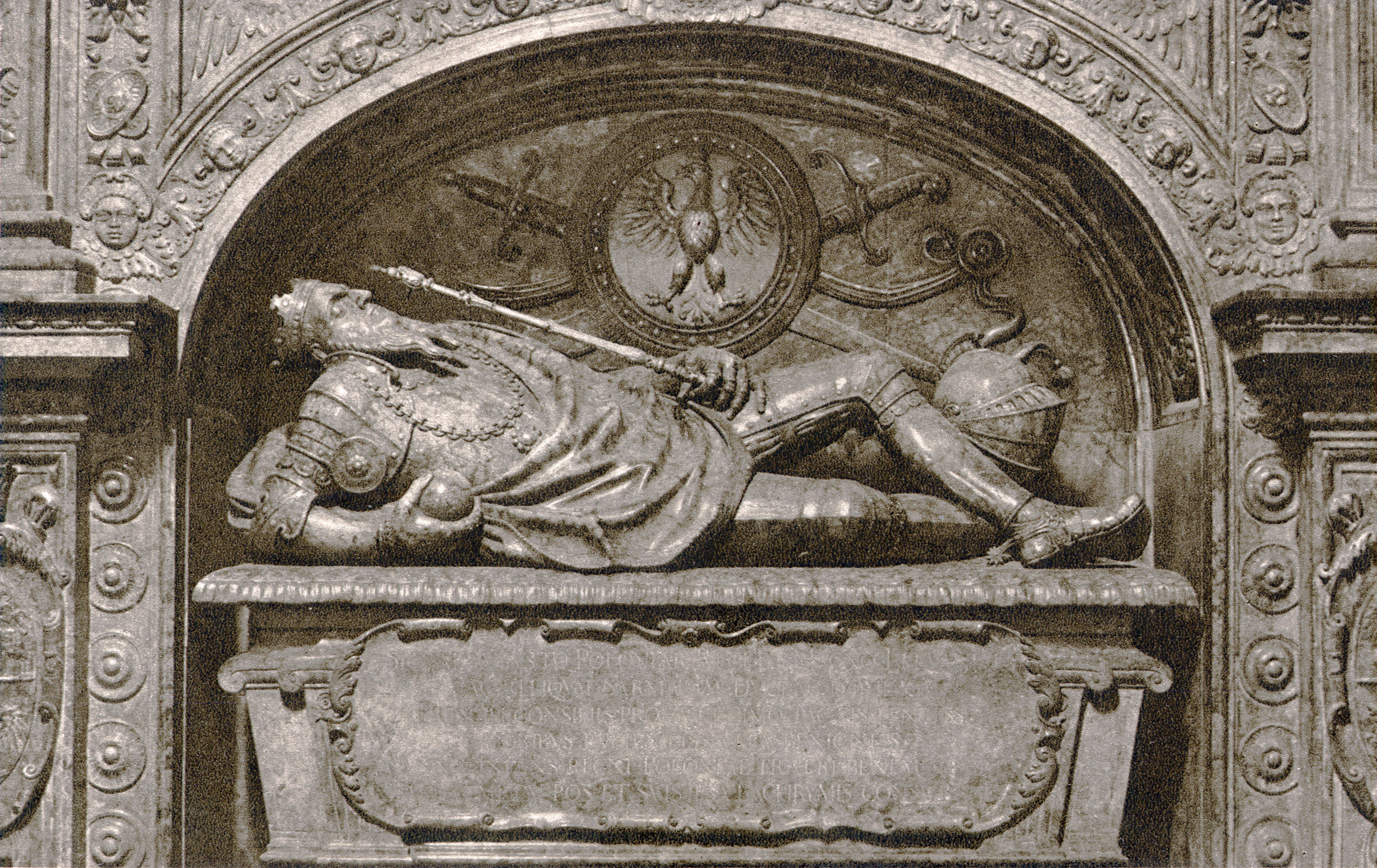
Mộ phần Zygmunt II Augustus tại nhà nguyện Sigismund, Nhà thờ Chính tòa Wawel, Kraków, Ba Lan.

Vào ngày hôm sau, đám tang lại di chuyển thi hài nhà vua qua các nhà thờ St. Franciszka, Saint. Anne, Saint. Stephen và Saint Trinity, và sau đó trở về Wawel. Trong khi đó tại Krakow, các nhà thờ đều đánh chuông và các giáo sĩ bắt đầu đọc kinh cầu nguyện cho vị vua quá cố, cử một hiệp sĩ diễn lại về cái chết của nhà vua. Một chiếc mũ bảo hiểm, khiên, thanh kiếm được đặt trên sàn nhà.
Quan tài của nhà vua quá cố được phủ bằng nhiều tấm vải đặc biệt. Thi hài nhà vua được phủ bằng vải dầu (vải sáp) và một chiếc áo sơ mi vải lanh Flemish, một chiếc gaskoyle gấm màu đỏ và được buộc chặt lại bằng dây vàng. Sợi dây chuyền với một cây thánh giá được đính kim cương và hồng ngọc được treo quanh cổ nhà vua. Hai chiếc nhẫn được đặt trên các ngón tay: ngọc lục bảo và sapphire. Bàn tay được bao phủ bởi găng tay lụa và dầm, trong khi bàn chân được đeo đôi giày vàng và đầu mạ vàng. Một thanh kiếm trong một bao kiếm bạc được gắn vào một bên, và một cây trượng và một quả táo được đặt bên cạnh nó. Một chiếc mũ satin màu đỏ và sau đó một chiếc vương miện được đặt trên đầu. Một tấm bảng bạc mạ vàng với một dòng chữ Latin thông báo ai nằm trong quan tài được đặt trên ngực. Toàn bộ quan tài chính nó được bao phủ bởi vải nhung đen